# Титмусс, Эби
Эбигейл Эвелин «Эби» Титмусс (англ. Abigail Evelyn «Abi» Titmuss; род. 8 февраля 1976, Ньюарк-он-Трент, Ноттингемшир) — британская актриса, телеведущая, модель, игрок в покер.

## Биография

### Ранние годы
Титмусс выросла в Хеккингтоне, где её родители работали учителями. Она окончила Kesteven and Sleaford High School, где играла на кларнете. Когда ей было 17 лет, её родители развелись и отец переехал в Аргайл, Шотландия, где женился во второй раз.
В 1998 году, после окончания Лондонского городского университета, Титмусс перешла в Госпиталь Святого Варфоломея, где получила диплом медсестры, после чего стала работать младшей медицинской сестрой в больнице «Юниверсити-Колледж».

### Карьера
В конце 2003 года Титмусс приняли на работу в программу Richard & Judy канала Channel 4. Эби тогда заявила, что «сбылась её мечта».
В 2004 году Титмусс была приглашённой звездой в реалити-шоу «Адская кухня». В 2005 году Титмусс была постоянным гостем британского комедийного шоу «В пятницу вечером», а также приняла участие в реалити-шоу Celebrity Love Island.
В 2009 году Титмусс неоднократно была приглашённой гостьей в шоу Come Dine with Me, где её партнёрами были Пол Росс, Лесли Джозеф, Линда Лусарди и Родни Марш.

### Личная жизнь
В 1998 году Титмусс познакомилась с британским телеведущим Джоном Лесли, который помог ей стать известной моделью и принять участие в телевизионных шоу. Через некоторое время пара рассталась, а их развод сопровождался скандалом, в том числе обнародованием в январе 2004 года видео группового секса Титмусс, Лесли и модели Айши Абубакар. Видео было скачано без разрешения с частного компьютера и обнародовано скамером Lanre Onabowale.

### Покер
Титмусс «серьёзно» начала играть в покер в 2001 году. В 2008 году Титмусс приняла участие в благотворительном турнире «Ante Up For Africa», который состоялся в рамках мировой серии покера в Лас-Вегасе. В 2005 году, после дебюта на женском чемпионате Европы, она подписала контракт с Ladbrokes Poker.

## Фильмография
| Год  |     | Русское название  | Оригинальное название     | Роль           |
| ---- | --- | ----------------- | ------------------------- | -------------- |
| 2007 | с   |                   | Katy Brand's Big Ass Show | Джезебель      |
| 2009 | с   | Отель «Вавилон»   | Hotel Babylon             | Нун            |
| 2010 | ф   | Молятся ли слоны? | Do Elephants Pray?        | Мириам         |
| 2011 | ф   |                   | Frontman                  | Myterious Girl |
| 2011 | ф   |                   | Celebrity Salon           |                |
| 2012 | с   | Катастрофа        | Casualty                  | Тара Эдмондс   |
| 2013 | кор |                   | Lady Luck                 | Эстер          |